# Yann Le Bohec

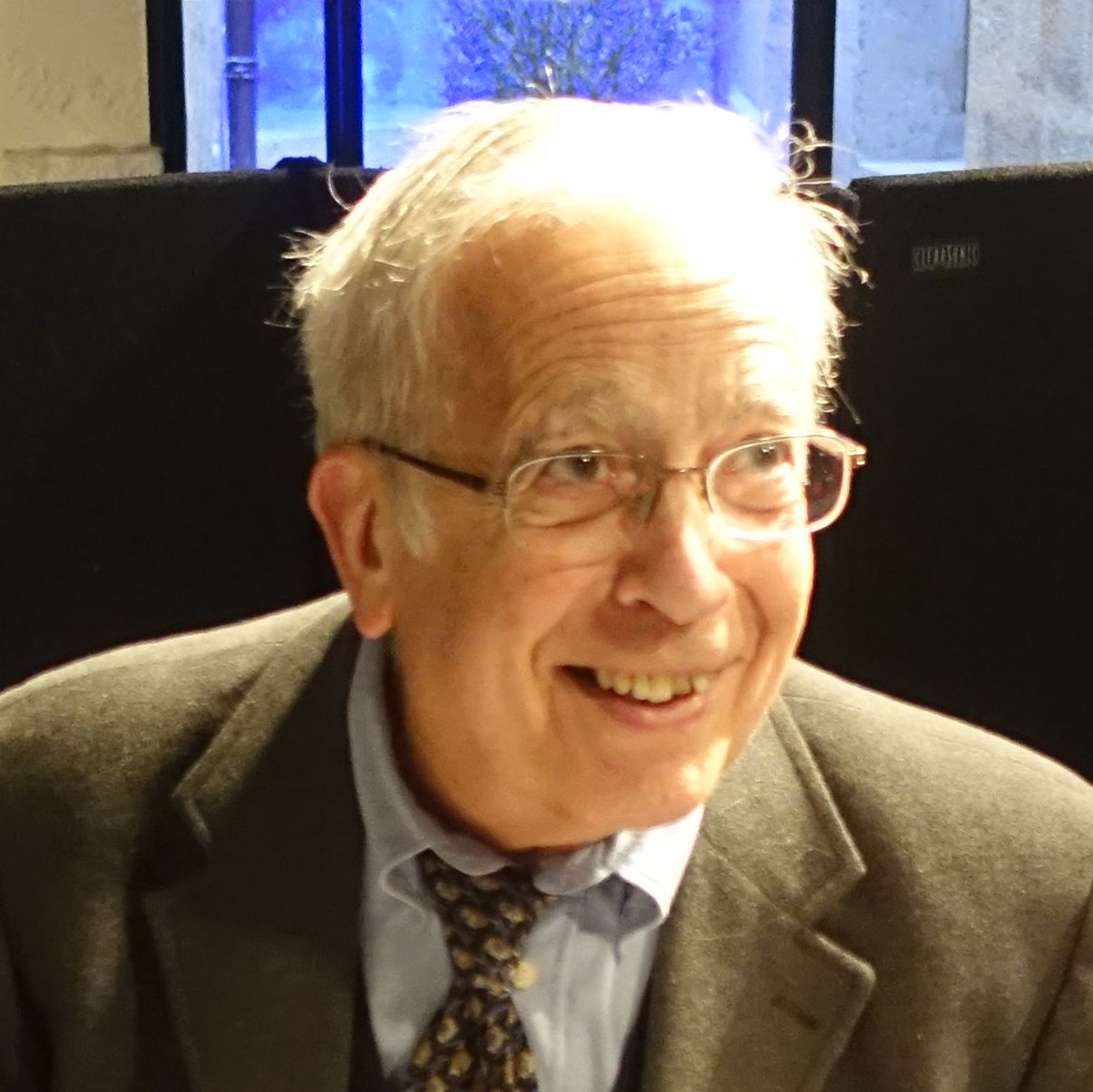
Yann Le Bohec, 2019

Yann Le Bohec (* 26. April 1943 in Karthago) ist ein französischer Althistoriker.
Yann Le Bohec studierte in Paris und erlangte 1970 seine Agrégation. Seit 1972 lehrte er als Assistent an der Universität Paris X-Nanterre. 1982 erfolgte seine Promotion (doctorat d’État ) mit einer Arbeit zum römischen Militär in Nordafrika (Recherches sur l’armée romaine d’Afrique). 1985 wurde er Professor an der Universität Grenoble II, wechselte 1989 an die Universität Lyon III und war von 2001 bis zu seiner Emeritierung Professor an der Universität Paris IV-Sorbonne.
Sein Forschungsgebiet sind die Geschichte der römischen Kaiserzeit, insbesondere in Nordafrika, sowie die römische Militärgeschichte, zu der er zahlreiche Arbeiten publiziert hat. Zuletzt leitete er als Hauptherausgeber die Erarbeitung einer dreibändigen „Enzyklopädie der römischen Armee“ (The Encyclopedia of the Roman Army, 2015), die als internationales Referenzwerk für römische Militärgeschichte konzipiert ist.

## Veröffentlichungen
- L’archéologie militaire de l’Afrique du nord dans l’Antiquité. Presses de l’ENS, Paris 1979.
- La troisième légion Auguste. CNRS, Paris 1989, ISBN 2-222-03988-6.
- Les unités auxiliaires de l’armée romaine en Afrique proconsulaire et Numidie sous le Haut Empire. CNRS, Paris 1989, ISBN 2-222-04239-9.
- L’armée romaine sous le Haut-Empire. Picard, Paris 1989, ISBN 2-7084-0366-4 (3. Auflage, ebenda 2002, ISBN 2-7084-0633-7).
  - deutsch: Die römische Armee. Von Augustus zu Konstantin dem Großen. Franz Steiner, Stuttgart 1993, ISBN 3-515-06300-5 (Lizenzausgabe: Die römische Armee. 3. Auflage. Nikol, Hamburg 2016, ISBN 978-3-86820-022-5).
- La Sardaigne et l’armée romaine sous le Haut-Empire (= Pubblicazioni del Dipartimento di Storia dell’Università di Sassari. Band 15). Delfino, Sassari 1990, ISBN 88-7138-013-4.
- mit Marcel Le Glay und Jean-Louis Voisin: Histoire romaine. PUF, Paris 1991, ISBN 2-13-043777-X (2. Auflage, ebenda 1994, ISBN 2-13-046447-5).
  - englisch: A History of Rome. Blackwell, Oxford 1996, ISBN 0-631-19457-6 (2. Auflage 2001; 3. Auflage, Blackwell, Malden 2005, ISBN 1-4051-1084-8).
- Histoire militaire des guerres puniques. Rocher, Monaco 1996, ISBN 2-268-02147-5.
- César chef de guerre. César stratège et tacticien. Rocher, Monaco 2001, ISBN 2-268-03881-5.
- Urbs. Rome de César à Commode. Histoire d’une ville et d’une capitale. Éd. du Temps, Paris 2001, ISBN 2-84274-174-9.
- Inscriptions de la cité des Lingons: Inscriptions sur pierre. Inscriptiones latinae Galliae Belgicae. Band 1: Lingones (= Archéologie et d’histoire de l’art. Band 17). Comité des Travaux Historiques et Scientifiques, Paris 2003, ISBN 2-7355-0515-4.
- Histoire de l’Afrique romaine (146 avant J.-C. – 439 après J.-C.) (= Antiquité – Synthèses. Band 9). Picard, Paris 2005, ISBN 2-7084-0751-1.
- L’armée romaine sous le Bas-Empire (= Antiquité – Synthèses. Band 11). Picard, Paris 2006, ISBN 2-7084-0765-1.
  - deutsch: Das römische Heer in der späten Kaiserzeit. Franz Steiner, Stuttgart 2010, ISBN 978-3-515-09136-7.
- L’armée romaine en Afrique et en Gaule (= Mavors – Roman Army researches. Band 14). Franz Steiner, Stuttgart 2007, ISBN 978-3-515-09067-4.
- La province romaine de Gaule Lyonnaise (Gallia Lugudunensis). Du Lyonnais au Finistère. Ed. Faton, Dijon 2008, ISBN 978-2-87844-102-4.
- L’armée romaine dans la tourmente. Une nouvelle approche de la crise du troisième siècle. Rocher, Monaco/Paris 2009, ISBN 978-2-268-06785-8.
- Peuples et fédérations en Gaule (58–51 avant J.-C). Lecture socio-juridique du Bellum Gallicum. De Boccard, Paris 2009, ISBN 978-2-7018-0271-8.
- Alésia. Fin août-début octobre de 52 avant J.-C. (L’histoire en batailles). Tallandier, Paris 2012, ISBN 978-2-84734-844-6.
- Naissance, vie et mort de l’Empire romain. De la fin du Ier siècle avant notre ère jusqu’au Ve siècle de notre ère (= Antiquité synthèses. Band 15). Picard, Paris 2012, ISBN 978-2-7084-0930-9.
- La Guerre romaine 58 avant J.-C. – 235 après J.-C. Tallandier, Monaco/Paris 2014, ISBN 979-1-02-100463-4 (rumänische Übersetzung 2021).
- als Herausgeber: The Encyclopedia of the Roman Army. 3 Bände. Wiley, New York 2015, ISBN 978-1-4051-7619-4.